# Natuzza Evolo
Natuzza Evolo (ur. 23 sierpnia 1924 w Paravati (gm. Mileto), zm. 1 listopada 2009 w Mileto) – włoska mistyczka i założycielka Wieczerników Modlitwy. Od 2019 Służebnica Boża.

## Życiorys
Natuzza Evolo urodziła się w Paravati, wiosce gminy Mileto, w regionie Kalabrii. Pochodziła z biednej wielodzietnej rodziny. Jej ojciec, na kilka miesięcy przed jej narodzinami, w nadziei, że będzie mógł wspomóc finansowo rodzinę, wyemigrował do Argentyny, skąd nigdy nie wrócił, tworząc tam nową rodzinę. Matka, Maria Angela Valente, pozostawiona sama i urodziła jeszcze pięciu synów: Dominika, Antoniego, Franciszka, Wincentego i Pasquale. Aby trzymać rodzinę, wykonywała najskromniejsze prace zarobkowe. Natuzza nie mogła regularnie uczęszczać do szkoły, ponieważ musiała pomagać matce w prowadzeniu gospodarstwa domowego i opiece nad rodzeństwem. Jej ograniczony poziom wykształcenia był zbliżony do analfabetyzmu. W 1934 roku poszła do pracy jako pokojówka w domu prawnika Silvio Colloca.
Po krótkim czasie Natuzza osobiście doświadczyła zjawisk paranormalnych, takich jak wizje zmarłych osób. 26 lipca 1936 roku została obdarzona stygmatami męki Jezusa Chrystusa. W 1941 roku Natuzza zrezygnowała z pracy i zamieszkała u babci ze strony matki, a następnie myślała o zostaniu zakonnicą, ale odradzano jej, ponieważ była bohaterką wszystkich epizodów uznawanych za „niepokojące”. Matka zdecydowała się na zaaranżowane małżeństwo z młodym synem przyjaciół, Pasquale Nicolace z zawodu cieślą, którego poślubiła w 1944 roku i mieli pięcioro dzieci (Salvatore, Antoni, Anna Maria, Angela, Francessco). W 1944 roku miała wizję, w której otrzymała zadanie zbudowania dużego domu w celu złagodzenia trudnej sytuacji młodych, chorych i potrzebujących.
W 1987 roku z jej inicjatywy w Pavaroti założono stowarzyszenie (później zwane fundacją, w której Natuzza spędziła resztę życia) w celu stworzenia kompleksu obejmującego sanktuarium maryjne, obiekty pomocy medycznej i ośrodki dla młodych ludzi, osób starszych i niepełnosprawnych, w tym ośrodek dla seniorów „Pasquale Colloca” i ośrodek usług osobistych „ San Francesco di Paola ”. W 1987 roku nakręcono o niej film dokumentalny. W 1994 roku z jej inspiracji i świadectw wiary powstały także „Wieczerniki Modlitewne”.
9 kwietnia 2007 roku Rai International wyemitowało specjalny program „Notte degli angelio” Ruggero Pegno producenta muzycznego, który cudownie uzdrowiony z białaczki, przeprowadził wywiad z Natuzzą.
7 czerwca 2008 roku Włoski Związek Prasy Katolickiej przyznał jej nagrodę Złotego Gawędziarza za jej niezwykły dar „przekazywania prawdy”. W ostatnim wywiadzie udzielonym w październiku 2009 roku zaprosił młodych ludzi do poszukiwania wizji Oblicza Chrystusa i Dziewicy Maryi w celu budowania nowego świata. 1 listopada 2009 roku zmarła z powodu niewydolności nerek w ośrodku dla seniorów, który założyła.
Na jej pogrzebie 4 listopada 2009 roku było pięciu biskupów, ponad stu kapłanów i dziesiątki tysięcy wiernych z całych Włoch.

## Przeżycia mistyczne
Pierwszy raz „dziwne zjawiska” pojawiły się w wieku 14 lat, gdy pojawiło „przesączanie się” krwi, którego przyczyny medycy nie potrafili wytłumaczyć. W 1940 roku po sakramencie bierzmowania, na ubraniach, prześcieradłach, chusteczkach mających kontakt z krwią, pojawiały się „obrazy tworzone za pomocą krwi” (napisy i symbole religijne). Podczas Wielkiego Postu, a zwłaszcza w Wielki Piątek miała stygmaty. Posiadała nadprzyrodzone wizje: rozmawiała z Jezusem i Matką Bożą, Aniołami Stróżami oraz przebywającymi w raju i czyśćcu duszami zmarłych. Posiadała dar bilokacji oraz zdolność tzw. oświecenia diagnostycznego (precyzyjne diagnozy lekarskie).

## Proces beatyfikacyjny
Wiele osób wiernych i religijnych domagało się otwarcia jej procesu beatyfikacyjnego i kanonizacyjnego. Za życia uważana za świętą, reputacja ta nasiliła się po jej śmierci.
22 lutego 2019 roku w diecezji Mileto-Nicotera-Tropea rozpoczął się proces beatyfikacyjny.